# ワールドマインドスポーツゲームズ
ワールドマインドスポーツゲームズ (World Mind Sports Games) とは、国際マインドスポーツ協会 (IMSA) 主催のマインドスポーツの総合競技大会である。夏季オリンピックの開催後に開かれる。第1回大会が2008年に北京オリンピック後の中華人民共和国北京市で開催された。当初の仮称は「頭脳五輪」などだった。

## 実施競技
- シャンチー
- チェス
- コントラクトブリッジ
- ドラフツ・チェッカー
- 囲碁
- ポーカー（2010年 - ）
- 麻雀（2017年 - ）
- トランプ（2018年 - ）

## 大会一覧
| 回 | 期間   | 期間          | 開催都市         | 開催国   |
| 回 | 年     | 月日          | 開催都市         | 開催国   |
| -- | ------ | ------------- | ---------------- | -------- |
| 1  | 2008年 | 10月3日〜18日 | 北京             | 中国     |
| 2  | 2012年 | 8月9日〜23日  | リール           | フランス |
| 3  | 2016年 | 未定          | リオデジャネイロ | ブラジル |